# Куличек (приток Агуйдата)
Куличек — река в Томской области России, левый приток Агуйдата. Устье реки находится в 35 км от устья Агуйдата по левому берегу. Протяжённость реки 14 км. Высота устья 149 м. Высота истока 166 м.

## Данные водного реестра
По данным государственного водного реестра России относится к Верхнеобскому бассейновому округу, водохозяйственный участок реки — Чулым от водомерного поста села Зырянское до устья, речной подбассейн реки — Чулым. Речной бассейн реки — (Верхняя) Обь до впадения Иртыша.
Код водного объекта — 13010400312115200021506.